# Malcolmia macrocalyx
Malcolmia macrocalyx là một loài thực vật có hoa trong họ Cải. Loài này được (Halácsy) Rech. mô tả khoa học đầu tiên năm 1929.